# Frehiywot Wondie
Frehiywot Wondie (* 21. Januar 2000) ist eine äthiopische Sprinterin, die sich auf den 400-Meter-Lauf spezialisiert.

## Sportliche Laufbahn
Erste internationale Erfahrungen sammelte Frehiywot Wondie bei den Juniorenafrikameisterschaften 2017 in Tlemcen, bei denen sie in 54,43 s die Goldmedaille gewann, wie auch in 3:48,19 min mit der äthiopischen 4-mal-400-Meter-Staffel. Im Jahr darauf erreichte sie bei den U20-Weltmeisterschaften in Tampere das Halbfinale, in dem sie mit 54,14 s ausschied. Auch mit der Staffel konnte sie sich in 3:39,29 min nicht für das Finale qualifizieren. Im August gelangte sie bei den Afrikameisterschaften in Asaba bis in das Halbfinale, in dem sie mit 54,39 s ausschied und mit der Staffel in 3:44,84 min den fünften Platz belegte.
2018 wurde Wondie äthiopische Meisterin im 400-Meter-Lauf.

## Bestleistungen
- 400 Meter: 52,84 s, 24. Mai 2018 in Assela
- 800 Meter: 2:05,40 min, 1. Juni 2019 in Oordegem
  - 800 Meter (Halle): 2:05,33 min, 1. Februar 2019 in Val-de-Reuil